# Piotr Rudomina-Dusiacki (starosta starodubowski)
Piotr Rudomina-Dusiacki (zm. 1684) – oficer wojska Wielkiego Księstwa Litewskiego, pułkownik, chorąży oszmiański (1661–1667), starosta starodubowski (1663-1684), poseł na sejmy, członek Rady Konsultacyjnej Litwy Szwedzkiej w latach 1655–1656 z powiatu brasławskiego.

## Życiorys
Przedstawiciel rodziny Rudominów herbu Trąby. Syn Krzysztofa, wojewody mińskiego, oraz Elżbiety z Tyzenhauzów.
Brał udział w elekcji Jana Kazimierza, którą podpisał z województwem wileńskim. Następnie walczył przeciwko powstaniu Chmielnickiego, rozpoczynając tym samym swoją wieloletnią karierę wojskową .
Prawdopodobnie 14 sierpnia 1652 został mianowany stolnikiem brasławskim . W 1655 był deputatem Trybunału Litewskiego z powiatu brasławskiego. Od 1657 – porucznik chorągwi kozackiej Wincentego Gosiewskiego; walczył przeciwko Szwedom na Żmudzi, w Inflantach i w Kurlandii.
Następnie występuje jako rotmistrz , a już w 1660 jako pułkownik Jego Królewskiej Mości  posłował z ramienia dywizji lewego skrzydła na konwokację warszawską zwołaną na 14 czerwca w celu ratyfikacji pokoju oliwskiego i zreformowania sposobu sejmowania. Jesienią tegoż roku uczestniczył w wojnie z Moskwą, m.in. walcząc w biwie nad Basią, zaś pod koniec roku ponownie reprezentował swoją dywizję, przedstawiając Janowi Kazimierzowi skargi na hetmana Pawła Sapiehę o jej dyskryminację i z prośbą o przydział leż zimowych na Żmudzi. Przy tej okazji uzyskał od króla (14 stycznia 1661) moratorium na trzy lata od spłacania długów .
Następnie latem i jesienią walczył przeciwko Chowańskiemu na Połocczyźnie, biorąc m.in. udział w bitwie pod Kuszlikami. Towarzysze broni ponownie okazali mu zaufanie, wybierając go jednym z konsyliarzy z lewego skrzydła do pomocy marszałkowi Związku Braterskiego Kazimierzowi Chwalibogowi Żeromskiemu (11 września 1661).
Prawdopodobnie pod koniec 1661 roku król nadał Piotrowi Rudominie urząd chorążego oszmiańskiego, aby pozyskać jego przychylność .
Rudomina był jednym z delegatów konfederacji wojska litewskiego, którzy 20 kwietnia 1662 w Końskowoli podpisali układ z konfederacją koronną (Związek Święcony) o wzajemnej współpracy.
W czerwcu 1662 wojsko wybrało Rudominę jednym z delegatów na komisję skarbowo-wojskową w Wilnie obradującą pod przewodnictwem hetmana Wincentego Gosiewskiego. Prawdopodobnie został przekupiony przez Gosiewskiego, ponieważ zamordowaniu hetmana przez konfederowanych żołnierzy uciekł z Wilna w obawie o swoje życie. Powrócił jednak, by przyłączyć się do spiskowców zamierzających pomścić zabitego hetmana i zlikwidować związek żołnierski. Wyróżnił się w akcji aresztowania radykalnych konfederatów. Wraz z Albrychtem Konstantym Ciechanowieckim został wybrany „starszym” i przyczynił się do rozwiązania związku (5 V 1663 w Szadowie). Po zakończeniu rokowań z komisarzem królewskim, biskupem wileńskim Jerzym Białłozorem podpisał manifest potępiający zabójstwo Gosiewskiego. Za zasługi w likwidacji Związku Braterskiego Michał Pac wysunął jesienią 1663 roku kandydaturę Piotra Rudominy do urzędu starosty starodubowskiego, powierzył mu porucznikostwo swojej chorągwi husarskiej oraz przekazał chorągiew kozacką po Gosiewskim (której Rudomina był dotąd porucznikiem) i dragońską po Kazimierzu Żeromskim. Urząd starosty starodubowskiego dla Piotra Rudominy Jan Kazimierz zaaprobował ostatecznie zapewne w grudniu 1663 roku .
Na przełomie 1663/1664 roku Piotr Rudomina walczył w kolejnej kampanii przeciwko Moskwie, m.in. dwukrotnie dowodził nieudaną próbą zdobycia Staroduba. Występował również nadal jako rzecznik interesów żołnierskich, podpisując w Prudkach układ z komisarzami królewskimi w sprawie pozostania wojska w służbie do lutego 1664 r.
Był posłem na sejm 1665, na którym podpisał upoważnienie Krzysztofowi Pacowi w sprawie konieczności zwołania konwokacji litewskiej. Z rozkazu hetmana Michała Paca wyruszył 20 września 1665 roku na czele 18 chorągwi pod Dyneburg przeciw oddziałom Chowańskiego, którego nie zdołał rozbić.
W lutym 1666 mimo opozycji sapieżyńskiej, a dzięki poparciu Michała Paca został wybrany posłem na sejm, gdzie wyróżniał się regalistyczną postawą. Poseł sejmiku oszmiańskiego powiatu oszmiańskiego na sejm wiosenny 1666 roku. Mimo to jego starania o urząd starosty oszmiańskiego okazały się nieskuteczne.
W styczniu 1667 sprawował naczelne dowództwo nad armią litewską na froncie moskiewskim. W wyniku redukcji armii litewskiej zlikwidowana została jego chorągiew kozacka. W wojsku pozostał tylko jako porucznik husarii M. Paca.
6 lutego 1667 w obozie pod Tołoczynem został obrany na jednego z posłów wojskowych na sejm. Poseł sejmiku starodubowskiego na sejm nadzwyczajny 1668 roku. Będąc podwójnym posłem, wojska oraz powiatu starodubowskiego, podpisał abdykację Jana Kazimierza w 1668. Jako członek koterii Paców na sejmie elekcyjnym 1669 popierał zapewne kandydaturę Karola Lotaryńskiego, jednak ostatecznie wraz z województwem smoleńskim podpisał obiór Michała Korybuta Wiśniowieckiego.
Z ramienia Michała Paca sprawował funkcję podwojewodziego wileńskiego w latach 1669–82. Był posłem od wojska na koronację Michała Korybuta oraz na sejm wiosenny 1670. Na pierwszym sejmie 1672 r. reprezentował wojsko, a w maju tegoż roku został marszałkiem prokrólewskiej konfederacji żołnierskiej zawiązanej w trakcie odbywającej się w Wilnie komisji skarbowo-wojskowej. W czasie sejmu elekcyjnego 1674 jako poseł wileński protestował przeciwko kandydaturze Piasta Sobieskiego, ale ostatecznie zrezygnował z opozycji i wraz z innymi stronnikami Paców podpisał wybór Sobieskiego na króla. Poseł na sejm koronacyjny 1676 roku. Na sejmie koronacyjnym został wyznaczony na deputata u boku hetmanów litewskich w celu przydzielenia wojsku hibern. Poseł sejmiku starodubowskiego na sejm zwyczajny 1677 roku. W 1679 został marszałkiem Trybunału Litewskiego. W 1683 wystawił 60-osobową chorągiew pieszą w armii Wielkiego Księstwa Litewskiego na odsiecz Wiednia.
Piotr Rudomina posiadał następujące majątki: Komaje w powiecie oszmiańskim (częściowo odziedziczone po ojcu, częściowo odkupione), Pokrewno w powiecie wiłkomierskim (królewszczyzna otrzymana za zasługi prawem wieczystym), Muśniki (sprzedane w 1670 wojewodzie smoleńskiemu Grzegorzowi Podbereskiemu), Krewo w powiecie wiłkomierskim, Dudy (Koziczyzna) w powiecie brasławskim, Surwiliszki, Syrenczany, Dąbrowszczyzna, Hryszkowszczyzna (kupiona od brata Krzysztofa, sprzedaną w r. 1673 bratu stryjecznemu Gabrielowi), Żurowszczyzna, Żary, Suchy Bór oraz Dudziary i Poźniakowicze (dobra zastawne w powiecie orszańskim). Żona wniosła mu w posagu Rykiszki pod Wilnem (sprzedane bratu Zygmuntowi).
Zmarł między lutym a czerwcem 1684. W testamencie zapisał 5 tys. złotych kościołowi w Komajach. Z małżeństwa z Elżbietą (Halszką) Sulistrowską miał syna Jerzego Wojciecha (zm. 18 listopada 1688), stolnika mińskiego, oraz córkę Katarzynę (zm. po 1716), primo voto żonę chorążego grodzieńskiego Władysława Antoniego Kierdeja, secundo voto Marcina Michała Kryszpina Kirszenszteina, kasztelana trockiego, tertio voto Aleksandra Ogińskiego, starosty uświackiego .